# Gaia BH2
Pour les articles homonymes, voir Gaïa (homonymie).
Désignations
Gaia BH2 (Gaia DR3 5870569352746779008) est un système binaire composé d'une géante rouge et d'un trou noir de masse stellaire. Gaia BH2 est située à environ 3 800 années-lumière dans la constellation du Centaure, ce qui en fait en 2024  le troisième système de trous noirs connu le plus proche de la Terre. Gaia BH2 est le deuxième trou noir découvert grâce au satellite d'astrométrie Gaia. 
Le trou noir et la géante rouge orbitent autour du barycentre du système tous les 1 277 jours, soit environ 3,5 ans, avec une excentricité modérée de 0,518. La masse du trou noir est d'environ 8.94 M☉, ce qui signifie que son rayon de Schwarzschild devrait être d'environ 26,4 km. La géante rouge a une masse de 1.17 M☉ et un rayon de 8.6 R ☉. Sa température est estimée à 4 604 K. L'étoile est enrichie en éléments alpha, on pense donc qu'elle a subi un transfert de masse avec une autre étoile. 

## Découverte
Gaia BH2 a été découvert à l'origine comme un candidat binaire de trou noir en 2022, trouvé à partir de données collectées par le satellite Gaia. À ce moment-là, il n'était pas clair si Gaia BH2 abritait définitivement un trou noir, mais c'était le seul candidat plausible dans les données de Gaia, à part Gaia BH1,. Des observations ultérieures de la vitesse radiale ont confirmé ce système de trou noir et affiné ses paramètres orbitaux.